# Liste der Monuments historiques in Saint-Servais (Finistère)
Die Liste der Monuments historiques in Saint-Servais (Finistère) führt die Monuments historiques in der französischen Gemeinde Saint-Servais auf.

## Liste der Bauwerke
| Bezeichnung                                 | Beschreibung | Standort                       | Kennzeichnung | Schutzstatus | Datum | Bild           |
| ------------------------------------------- | ------------ | ------------------------------ | ------------- | ------------ | ----- | -------------- |
| Kirche St-Servais mit Calvaire und Beinhaus |              | (Lage)                         | PA00090438    | Classé       | 1914  | weitere Bilder |
| Stele Kroaz Téo                             |              | Route départementale 32 (Lage) | PA00090439    | Classé       | 1969  |                |

## Liste der Objekte
- Monuments historiques (Objekte) in Saint-Servais in der Base Palissy des französischen Kultusministeriums